# Cessna 441
Cessna 441 Conquest II é um avião bimotor  de asas baixas,turboélice,  pressurizado e com capacidade para transportar até dez pessoas, que foi desenvolvido e fabricado pela empresa americana Cessna Aircraft Company. 
Seu projeto ocorreu em setembro de 1974 e a primeira unidade entregue em 1977. 
Trata-se do Cessna 404 remodelado com turbopropulsores
Possui trem de pouso do tipo triciclo e retrátil, que na corrida de decolagem necessita de uma pista de 554 metros.
O Conquest é alimentado por dois  motores Garrett TPE331, que dão potência às quatro pás das duas hélices McCauley. Houve um modelo do 441 com motores Pratt & Whitney Canada PT6A-112, que voou em 1986, mas não entrou em produção.

## Modificações
A maioria dos Cessna 441 foi modificada ao receber motores Garrett TPE331-10, que substituíram as versões do propulsor original de fábrica. Isso reduziu os custos de manutenção, aumentou a potência, o teto de serviço, a eficiência do combustível e o alcance. Os Cessna 441 com esta conversão tendem a ter um valor mais alto de revenda em relação àquelas aeronaves que não foram convertidas.[carece de fontes?]

## Limitações da Fuselagem
O Cessna 441 foi limitado para 22,5 mil horas de voo, por meio de um Documento Suplementar de Inspeção da Cessna (Cessna Supplementary Inspection Document - SID). Este limite de vida útil é mandatório para operadores privados nos Estados Unidos.[carece de fontes?]

## Designação
A designação ICAO para o Cessna Conquest usado nos planos de voo é C441.

## Aeronaves Relacionadas
Uma aeronave menor foi vendida como modelo Cessna 425 Conquest I, este, uma versão turboélice do Cessna 421.